# سازمان سوسیالیستی راه آزادی
سازمان سوسیالیستی راه آزادی  یا س.س.ر.آ (به انگلیسی:‌ Freedom Road Socialist Organization (FRSO))، یک سازمان سیاسی مارکسیست-لنینیست در ایالات متحدۀ آمریکا است. این سازمان در در سال ۱۹۸۵ در میانۀ فروپاشی جنبش کمونیستی نوین که در دهۀ ۱۹۷۰ با گرایشی مائوئیستی به وجود آمده بود تأسیس شد.
گروه های تشکیل دهندۀ سازمان سوسیالیستی راه آزادی عموماً بی‌پروایی‌گری چپ را به عنوان خطای اصلی جنبش کمونیست جدید ایالات متحده معرفی کردند. برخی از گروه‌هایی که تحت پرچم سازمان سوسیالیستی راه آزادی ادغام شدند، امیدوار بودند که بقایای جنبش را در یک سازمان واحد تثبیت کنند و از سکتاریسم که وجه مشخصۀ دهه قبل بود فراتر روند. سازمان سوسیالیستی راه آزادی در سال ۱۹۸۵ از ادغام «اتحادیۀ همبستگی پرولتاریا» و «ستاد کارگران انقلابی» تأسیس شد. سپس در سال ۱۹۸۶ «سازمان وحدت انقلابی» نیز در آن ادغام شد. بعداً گروه‌های دیگری از جمله «کالکتیو امیلکار کابرال-پل رابسون» در سال ۱۹۸۸ و «شبکه سازمان‌دهی سوسیالیست» در سال ۱۹۹۴ جذب این سازمان شدند.

## ایدئولوژی
سازمان سوسیالیستی راه آزادی کارل مارکس، فریدریش انگلس، ولادیمیر لنین، ژوزف استالین و مائو تسه تونگ را نظریه‌پردازان اصلی مارکسیسم-لنینیسم می‌داند. همچنین کوبا، کره شمالی، ویتنام، لائوس و چین را به عنوان کشورهای سوسیالیستی به رسمیت می‌شناسد. همچنین روابط نزدیکی با حزب کارگران بلژیک (WPB) دارد و سالانه در سمینار بین‌المللی کمونیستی این حزب شرکت می‌کند. در سال ۲۰۰۶ س.س.ر.آ به عنوان یکی از دو گروه مستقر در ایالات متحده به همراه حزب جهانی کارگران در این سمینار شرکت کرد. این حزب صراحتاً از حزب کمونیست فیلیپین و جبهه خلق برای آزادی فلسطین (PFLP) حمایت می‌کند. همبستگی مستمر آن با جنبش‌های آزادی‌بخش ملی در کلمبیا، فیلیپین و فلسطین به‌ویژه از زمان انشعاب در سال ۱۹۹۹ یکی از ویژگی‌های تعیین‌کنندۀ این سازمان است.
یکی از بارزترین ویژگی‌های س.س.ر.آ در چپ سوسیالیست ایالات متحده، رویکرد آن به مسئلۀ ملی است. س.س.رآ با اقتباس از خط حزب کمونیست ایالات متحده آمریکا از ۱۹۲۸ تا ۱۹۵۸، آمریکایی‌های آفریقایی‌تبار در جنوب کمربند سیاه را ملتی ستمدیده می‌داند. علاوه بر این، چیکانوها در جنوب غربی و هاوایی را به عنوان ملت‌هایی تحت ستم در داخل مرزهای ایالات متحده می‌بیند. س.س.ر.آ از استقلال پورتوریکو و همچنین جزایر ویرجین، ساموآی آمریکا، پالائو، گوآم، جزایر مارشال و جزایر ماریانای شمالی حمایت می‌کند.
سازمان سوسیالیستی راه آزادی با مداخلۀ ایالات متحده در جنگ روسیه و اوکراین مخالف است.

## کار سیاسی در دهۀ ۱۹۸۰
اعضای س.س.ر.آ و سازمان‌های سلف آن در دهۀ ۱۹۸۰ برای ایجاد ائتلاف رنگین‌کمان کار کردند و از جسی جکسون برای ریاست جمهوری در سال‌های ۱۹۸۴ و ۱۹۸۸ حمایت کردند. آن‌ها همچنین روی کمپین‌هایی برای پیروزی هارولد واشنگتن در شهرداری شیکاگو در سال‌های ۱۹۸۳ و ۱۹۸۷ کار کردند. در دهۀ ۱۹۸۰، س.س.ر.آ همچنین نقش مهمی در جنبش دانشجویی ایالات متحده ایفا کرد و شبکۀ دانشجویی مترقی (PSN) را رهبری کرد که یک سازمان ملی، چندموضوعی و کنشگر ترقی‌خواه دانشجویی بود.
از دهۀ ۱۹۸۰ تا اواسط دهۀ ۱۹۹۰، س.س.ر.آ مجلۀ «فوروارد موشن» (Forward Motion) را منتشر می‌کرد که قبلاً توسط اتحادیۀ همبستگی پرولتاریا منتشر می‌شد.

## س.س.ر.آ در دهۀ ۱۹۹۰
در سال ۱۹۹۴ شبکه سازماندهی سوسیالیستی (SON) در سازمان سوسیالیستی راه آزادی (س.س.ر.آ) ادغام شد. این شبکه پس از انحلال اتحادیۀ مبارزۀ انقلابی در اواخر دهۀ ۱۹۸۰ شکل گرفته بود و شامل کسانی بود که در اتحادیه بودند و هنوز خود را مارکسیست می‌دانستند (اکثریت رهبری اتحادیه در زمان انحلال آن مارکسیسم را رد کرده‌بودند).
ادغام س.س.ر.آ و ش.س.س از نظر فنی نشان‌دهندۀ ایجاد یک سازمان جدید بود، زیرا در آن زمان نه به عنوان ادغام ش.س.س در س.س.ر.آ، بلکه به‌عنوان ادغام دو سازمان مساوی در چیزی جدید تلقی می‌شد. سازمان ادغام شده به طور خلاصه «راه آزادی/شبکۀ سازماندهی سوسیالیستی» نامیده می‌شد که نام هر دو سازمان را نیز در بر می‌گرفت، و این احتمال هم وجود داشت که نامی کاملاً جدید به خود بگیرد. این نام جدید هرگز به ثمر ننشست، بنابراین نام آن به «سازمان سوسیالیست راه آزادی» برگردانده‌شد. با این وجود کنگرۀ ۱۹۹۴ س.س.ر.آ، که در آن ادغام س.س.ر.آ/ش.س.س رسمیت یافت، اولین کنگرۀ س.س.ر.آ/ش.س.س نامیده شد.
س.س.ر.آ پس از ادغام برای مدت کوتاهی نشریۀ ش.س.س با نام «مووینگ فوروارد» (Moving Forward) را منتشر کرد. در طول دهۀ ۱۹۹۰ به طور پراکنده به انتشار فوروارد موشن (Forward Motion) ادامه داد. در سال ۱۹۹۸، منطقۀ شیکاگو، مینه‌سوتا/مدیسون و ویسکانسین س.س.ر.آ شروع به انتشار یک روزنامۀ منطقه‌ای در ناحیۀ غرب میانه به نام فایت بک نیوز (Fight Back! News) کردند.
س.س.ر.آ در جنبش ضدجنگی که در سال ۱۹۹۰ در مخالفت با جنگ خلیج فارس پدیدار شد، به ایفای نقش پرداخت. همچنین در این دوره به ایجاد جنبش حقوق باروری/حقوق سقط جنین و از جمله تظاهرات عظیم ۱۹۸۹ در واشینگتن، دی.سی. کمک کرد.

### ظهور شکاف‌های ایدئولوژیک
در واکنش به سقوط دولت های اروپای شرقی، اعتراضات میدان تیان‌آن‌من در سال ۱۹۸۹، و سقوط اتحاد جماهیر شوروی در سال ۱۹۹۱، دو موضع متمایز در داخل س.س.ر.آ در مورد چگونگی ارزیابی کشورهای سوسیالیستی شروع به ظهور کردند. یک دیدگاه وقایع ۱۹۸۹-۱۹۹۱ را نشان‌دهندۀ یک بحران عمیق در مارکسیسم می‌دانست که به چیزی که آن‌ها «بنیاد مجدد چپ» می‌نامیدند نیاز داشت. دیگری همچنان تجربۀ کشورهای سوسیالیستی را اساساً مثبت ارزیابی می‌کرد و شکست‌های آن‌ها را بیشتر نتیجه رویزیونیسم می‌دانست تا بحران مارکسیسم. این جناح همچنان خود را با مارکسیسم-لنینیسم تعریف می‌کرد.
در کنگرۀ ۱۹۹۱ سازمان، سندی با عنوان «درباره بحران سوسیالیسم» که موضع رسمی س.س.ر.آ را ارائه می‌کرد، به تصویب رسید که دربارۀ سوسیالیسم واقعاً موجود دیدگاهی بدبینانه بیان می‌کرد.
در این زمینه، میک کلی، یکی از اعضای برجستۀ س.س.ر.آ، در سال ۱۹۸۹ «تداوم انقلاب، ضیافت شام نیست» را نوشت، که استدلال می‌کرد که شکست تظاهرات میدان تیان‌آن‌من شکست مهمی برای ضدانقلاب و احیای سرمایه‌داری در کشورهای سوسیالیستی است و از سرنگونی سوسیالیسم در چین جلوگیری کرده‌است.
شکاف ایدئولوژیک داخلی در طول دهه 1990 به رشد خود ادامه داد.

## انشعاب ۱۹۹۹
در سال ۱۹۹۹، س.س.ر.آ به دو گروه تقسیم شد که هر کدام این نام را حفظ کرد و به مدت چند سال خود را تنها «س.س.ر.آ»ی مشروع در نظر می‌گرفت.
اساس انشعاب این دو گروه پیشنهادی بود که توسط بخشی از اعضای س.س.ر.آ ارائه شده بود، که استدلال می‌کرد این سازمان باید استراتژی «تاسیس مجدد چپ» را اتخاذ کند. طرفداران تأسیس مجدد چپ، مارکسیسم را پس از انحلال اتحاد جماهیر شوروی و سرنگونی سوسیالیسم در اروپای شرقی و سایر مناطق در بحران عمیقی می دیدند. واضح‌ترین بیان از استراتژی آن‌هادر سندی به نام «تزهایی در مورد تأسیس مجدد چپ» نمود یافت، که نظرات آن‌ها را در مورد "بحران سوسیالیسم" ترسیم می‌کرد و خواستار ایجاد یک "حزب محرومان" مبتنی بر "اتحاد با نیروهای دیگر جنبش های اجتماعی مترقی جهان در مبارزه" بود. طرح پیشنهادی آن‌ها ایجاد یک "قطب چپ" در جریان اصلی سازمان های سیاسی لیبرال، جناح چپ و مترقی را به جای پیگیری ایجاد یک حزب کمونیستی جدید در ایالات متحده، در اولویت قرار داد. این سند نشان‌دهندۀ یک بدبینی کلی نسبت به کشورهای سوسیالیستی باقی‌مانده و چشم‌انداز انقلاب سوسیالیستی در ایالات متحده بود و در عوض به دنبال تشکیلات چپ سوسیال دمکراتیک با الهام گرفتن از مثلاً حزب کارگر برزیل است.
در نشست دسامبر ۱۹۹۸ کمیتۀ اجرایی ملی (NEC) سازمان سوسیالیستی راه آزادی، سه طرفدار تأسیس مجدد چپ، استراتژی خود را به عنوان یک پیشنهاد به این کمیته ارائه کردند. این طرح پیشنهادی، که "طولانی‌ترین مورد واحده در نشست دسامبر کمیتۀ اجرایی ملی" بود، خواستار یک "بحث در سطح سازمانی در مورد ایجاد حزب" در راستای خطوط راهبرد تأسیس مجدد چپ شد که در سند اولیه مشخص شده‌بود.
کمیتۀ اجرایی ملی به اتفاق آرا درخواست طرفداران تأسیس مجدد چپ برای یک بحث چهارماهه در سطح سازمان را رد کرد. کمیتۀ اجرایی ملی در پاسخی کتبی که در ژانویۀ ۱۹۹۹ به صورت داخلی برای اعضای س.س.ر.آ منتشر شد، به نگرانی‌هایی اشاره کرد که چنین بحثی از کار سازمان‌دهی توده‌ای جاری کم می‌کند. با این حال، فراتر از این تأثیرات عملی فوری، کمیتۀ اجرایی ملی این پیشنهادهای مشخص را به عنوان برهم‌زنندۀ مؤثر تصمیمات استراتژیک و تاکتیکی در نظر گرفت که در دومین کنگرۀ س.س.ر.آ در سال ۱۹۹۷ اتخاذ شده‌بود. س.س.ر.آ به عنوان یک سازمان سانترالیست دموکراتیک، طبق این بیانیه، "به کاربرد مشترک خطوطی که به طور جمعی در مورد آنها تصمیم گیری و ارزیابی شده باشد و تنظیم دسته جمعی آن خطوط بر اساس اجرای آنها در عمل نیاز دارد."
پاسخ کتبی کمیتۀ اجرایی ملی لحنی سنجیده داشت، اما نشان‌دهندۀ شکست جدی موضع تأسیس مجدد چپ بود. موضع اکثریت عموماً از مارکسیسم–لنینیسم حمایت می‌‌کرد و می‌خواست حتی در شرایط نامساعد به ساختن یک حزب کمونیست انقلابی ادامه دهد. گروه مارکسیست-لنینیست، تأسیس مجدد چپ را بیان ایدئولوژیک «بخش جناح راست سازمان ما» می‌دانست که «موضع سوسیال‌دموکراسی و ضدکمونیسم را اتخاذ کرده‌بود و اصرار داشت که س.س.ر.آ این استراتژی را دنبال کند».
زمانی در سال ۱۹۹۹، جناح «تأسیس مجدد چپ» دوباره جمع شد و به اعضای همدل و متزلزل کمیتۀ‌اجرایی ملی پیوست و خواستار تشکیل جلسه‌ای در سطح سازمان شد تا به هر حال پیشنهاد آن‌ها را تصویب کند. این جلسه مطابق با ساختار سانترالیستی دموکراتیک س.س.ر.آ که در آن کنگره بالاترین مرجع تصمیم‌گیری و مؤظف به تصویب تغییرات در خط و استراتژی است، به عنوان یک کنگره نامیده نشد. در این جلسه، حول این مسئله "کمیتۀ اجرایی ملی تقریباً به طور مساوی تقسیم شد" و اعضای مارکسیست-لنینیست کمیته این حرکت را به عنوان "راهی به سوی انحلال و فروپاشی" محکوم کردند. در خلال نشست بین گروه مارکسیست-لنینیست و گروه تأسیس مجدد چپ که به طور رسمی از یکدیگر جدا شده‌بودند، انشعاب رخ داد.
مارکسیست-لنینیست ها معتقد بودند که پروژۀ تأسیس مجدد چپ "برخلاف خط، استراتژی و برنامه‌هایی است که ما در کنگرۀ گذشته خود که بالاترین ارگان تصمیم گیری سازمان ما است، اتخاذ کرده‌ایم" و "مخالف مارکسیسم و سانترالیسم دموکراتیک" نیز هست. بر اساس بیانیۀ س.س.ر.آ که پس از انشعاب منتشر شد، مارکسیست-لنینیست‌ها جلسه را به عنوان نتیجۀ نامشروع «بخش دیگری از رهبری ما» جمع‌بندی کردند «که از مبارزه برای تصمیمات اتخاذ شده در کنگرۀ گذشته خودداری می کند و در عوض س.س.را را ملتزم می‌کند که از این استراتژی تأسیس مجدد چپ پشتیبانی کند. این خطر واقعی وجود داشت که راه آزادی دیگر راه آزادی نباشد.»
اگرچه هر جناح ادعای نام «سازمان سوسیالیستی راه آزادی» را داشت و چندین سال از به رسمیت شناختن دیگری خودداری می کرد، گروه تأسیس مجدد چپ در سال ۲۰۰۶ رسماً نام خود را به "FRSO/OSCL" تغییر داد و کوته‌نوشت انگلیسی و اسپانیایی نام سازمان را با هم ترکیب کرد و پس از آن نیز این نام را به راه رهایی‌بخش (Liberation Road) تغییر داد.

## پس از انشعاب در دهۀ ۲۰۰۰
س.س.ر.آ به حمایت صریح از مارکسیسم-لنینیسم ادامه می‌دهد، بر اساس سانترالیسم دموکراتیک عمل می‌کند و نسبت به جنبش کمونیستی جهانی دارای یک خط سیاسی ضدرویزیونیستی است. س.س.ر.آ به طور فعال روابط دوستانه‌اش با بسیاری از احزاب و سازمان‌های مارکسیست-لنینیست در سراسر جهان را حفظ کرده و در سمینار سالانۀ بین‌المللی کمونیست شرکت کرد.

### کنگره‌های س.س.ر.آ در دهۀ ۲۰۰۰
س.س.ر.آ کنگره‌های سازمانی پس از انشعاب را در سال‌های ۲۰۰۱، ۲۰۰۴، ۲۰۰۷، ۲۰۱۰، ۲۰۱۴، ۲۰۱۸ و در سال ۲۰۲۲ برگزار کرده‌است.
کنگرۀ سوم س.س.ر.آ در سال ۲۰۰۱، دو سال پس از انشعاب برگزار شد. نمایندگان نسخۀ جدیدی از «بیانیۀ وحدت» اصلی را پذیرفتند که به صراحت مارکسیسم-لنینیسم را به عنوان ایدئولوژی سیاسی سازمان معرفی می‌کرد. تکرارهای قبلی «بیانیۀ وحدت» س.س.ر.آ به دلیل تقسیمات ایدئولوژیک درون سازمان در آن زمان، نامی از مارکسیسم-لنینیسم ذکر نکرده بود.
در کنگرۀ چهارم در سال ۲۰۰۴، س.س.ر.آ بیانیۀ وحدت جدیدی را ارائه داد که خط خود را در مورد مسئلۀ ملی در ایالات متحده ترسیم می کند. در بیانیه‌ای که پس از کنگره منتشر شد، سازمان این بیانیه را بر خلاف ایدئولوژی‌های سوسیال‌دمکراتیک که توسط گروه تأسیس مجدد چپ پذیرفته شده‌است، "گامی نهایی در قرار دادن سازمان ما بر یک مارکسیست-لنینیستی" خواند.
در سال ۲۰۰۷، س.س.ر.آ پنجمین کنگرۀ خود را برگزار کرد که شاهد تصویب اولین بخش از برنامۀ سازمانی س.س.ر.آ بود. این سند، «طبقه در ایالات متحده و استراتژی ما برای انقلاب»، طبقات مختلف در ایالات متحده و استراتژی کلی س.س.ر.آ برای انقلاب را تشریح می‌کند. س.س.ر.آ بر خلاف اکثر احزاب و سازمان‌های کمونیستی، به‌صورت تاریخی برنامۀ سیاسی نداشته‌است. این سند پس از کنگره با این هدف منتشر شد تا پس از تکمیل آن در برنامۀ نهایی س.س.ر.آ ادغام شود.
کنگرۀ پنجم همچنین سندی با عنوان "جنبش علیه جنگ در عراق: دورۀ جدید و وظایف ما" را تصویب و منتشر کرد، که رویکرد س.س.ر.آ به جنبش ضد جنگ تحت حکومت جرج دابلیو. بوش و اشغال عراق توسط ایالات متحده را پوشش می‌دهد.

## س.س.ر.آ در دهۀ ۲۰۱۰
در دهۀ ۲۰۲۰، س.س.ر.آ رشد قابل توجهی را تجربه کرد که تا حد زیادی از هجوم کارگران جوان و فعالان دانشجویی نیرو می‌گرفت. در طول یک دهه، سازمان یک حضور سازمان‌دهندۀ توده‌ای پایدار را در جنبش کارگری و جنبش آزادی سیاهان پرورش داد و حضور خود را در جنبش دانشجویی به ویژه دانشجویان برای یک جامعه دموکراتیک توسعه داد. س.س.ر.آ از نظر جغرافیایی فراتر از سنگر دیرینۀ خود در منطقۀ غرب میانۀ آمریکا گسترش یافت و حوزه‌های جدیدی را در منطقۀ جنوب و جنوب غربی ایجاد کرد.
همۀ این رشدها علیرغم یک سری حملات توسط اف.بی.آی به س.س.ر.آ و دیگر فعالان برجستۀ ضدجنگ در آغاز این دهه انجام شد. س.س.ر.آ از دهۀ ۲۰۱۰ با تأسیس کمیتۀ توقف سرکوب اف‌.بی.آی خود را به عنوان نیرویی پیشرو برای قربانیان سرکوب دولتی نشان داد و در کمپین آزادی فعال فلسطینی رسمیه عوده پس از دستگیری وی در سال ۲۰۱۴ نقش اصلی را ایفا کرد.

### یورش اف.بی.آی به س.س.ر.آ در سال ۲۰۱۰
در ۲۴ سپتامبر ۲۰۱۰، بیش از ۷۰ مامور اف‌.بی.آی در مینیاپولیس، شیکاگو، و گراندراپیدز میشیگان به طور همزمان با برگه‌های احضاریه به منازل فعالان برجستۀ همبستگی بین المللی و ضدجنگ یورش بردند. ماموران کامپیوترها، کتاب‌ها، مطالب نوشتاری، تلفن‌های همراه، عکس‌های خانوادگی، لباس و سایر اقلامی را که به نظرشان سیاسی بود را ضبط کردند. مأموران اف.بی.آی همچنین با فعالان در میلواکی، دورهام، کارولینای شمالی و سن‌خوزۀ کالیفرنیا ملاقات کردند و سعی کردند آن‌ها را بازجویی کنند. احکام تفتیش و احضاریه‌ها نشان می‌دهد که اف.بی.آی به دنبال شواهد مرتبط با "حمایت مادی از تروریسم" است.
در روند یورش به خانۀ یکی از فعالان، مأموران اف.بی.آی به طور تصادفی پرونده‌ای از اسناد محرمانۀ اف.بی.آی را به جای گذاشتند که نشان می‌داد هدف این حملات افرادی بوده که در س.س.ر.آ عضویت داشته و یا مظنون به عضویت در آن باشند. این اسناد مجموعه‌ای از سؤالات را نشان می‌داد که مأموران از فعالان در مورد مشارکت آن‌ها در س.س.ر.آ و کار آن‌ها برای همبستگی بین‌المللی در ارتباط با کلمبیا و فلسطین پرسیده بودند.

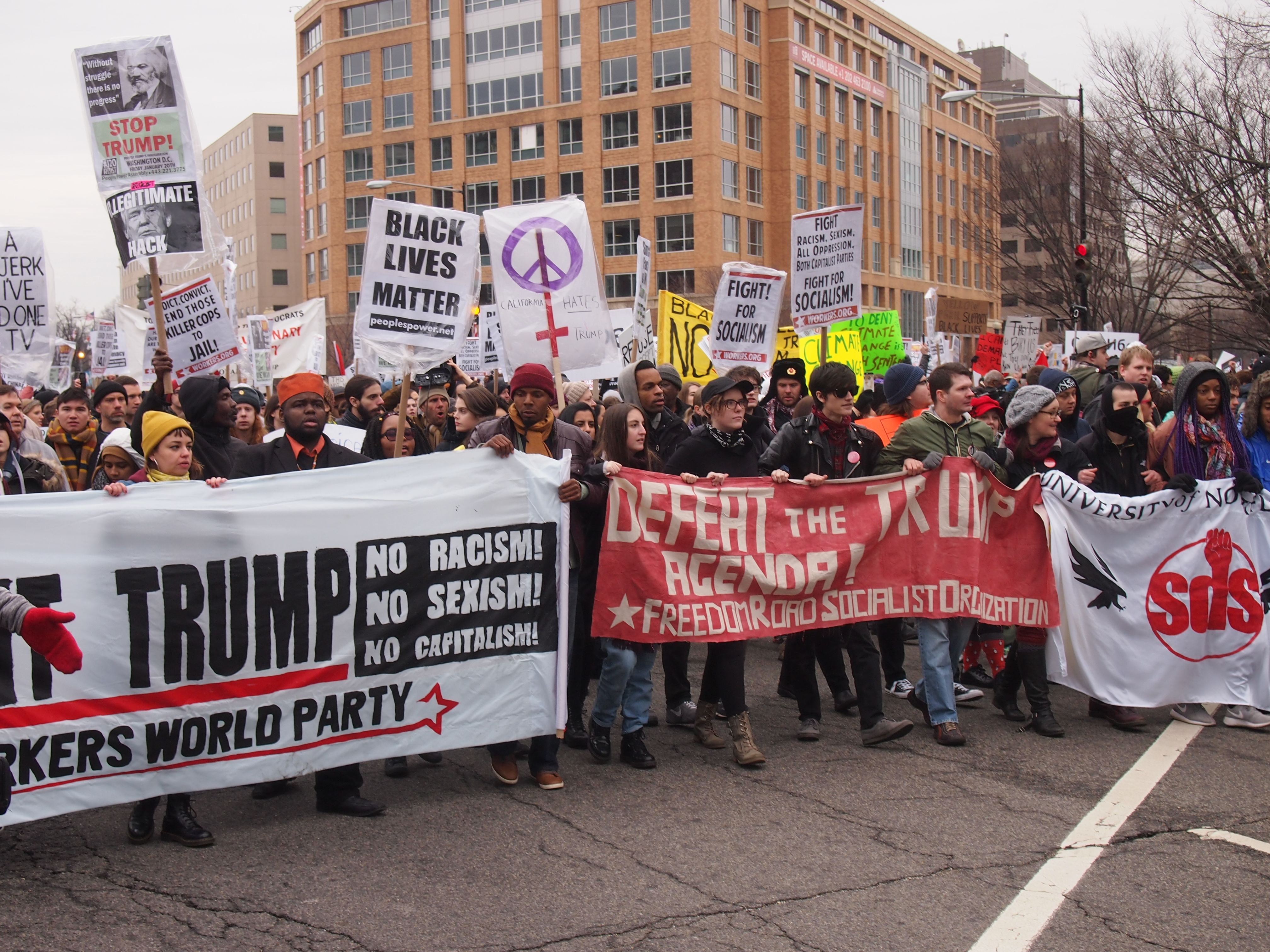
معترضان س.س.ر.آ در ژانویۀ ۲۰۱۷

در ۱۲ ژانویۀ ۲۰۱۱، اعضای کمیتۀ تازه‌تشکیل‌شده برای توقف سرکوب اف.بی.آی کنفرانسی مطبوعاتی در مینه‌سوتا برگزار کردند و افشا کردند که اف.بی.آی قبل از حملات به منظور جمع‌آوری اطلاعات یک مخبر را به داخل س.س.ر.آ مؤمور کرده‌است.
در ۲۶ فوریه ۲۰۱۴، یک قاضی فدرال مهر و موم اسناد گسترده‌ای را که اف.بی.آی در طول نظارت تقریباً سه سالۀ خود از س.س.ر.آ جمع‌آوری کرده‌بود، باز کرد. این اسناد آشکار کرد که اف.بی.آی در جریان و پس از اعتراضات سال ۲۰۰۸ در کنوانسیون ملی جمهوریخواه در سنت پل، یک خبرچین را در اطراف و نهایتاً به داخل س.س.ر.آ نفوذ داده‌است. این خبرچین، کارن سالیوان، تلاش کرد تا پرونده‌ای بسازد که س.س.ر.آ با فعالیت ضدجنگ و همبستگی بین‌المللی خود به طور مادی از نیروهای مسلح انقلابی کلمبیا (فارک) و جبهۀ خلق برای آزادی فلسطین حمایت می کند.
تا به امروز، هیچ اتهامی علیه اعضای س.س.ر.آ یا متهمان غیرمتعهد به س.س.ر.آ مطرح نشده‌است.

### کنگره‌های دهۀ ۲۰۱۰
س.س.ر.آ در دهۀ ۲۰۱۰ سه کنگرۀ سازمانی در سال‌های ۲۰۱۰، ۲۰۱۴ و ۲۰۱۸ برگزار کرد.
کنگرۀ ششم، در اواسط سال ۲۰۱۰، قبل از حملات اف.بی.آی در آن سال برگزار شد. این کنگره بیانیه‌ای از سازمان، یک گزارش سیاسی اصلی و هفت قطعنامه در زمینه‌های مختلف مبارزه، از جمله جنبش حقوق مهاجران، تهیه کرد. بیانیه‌ای که پس از کنگره منتشر شد، بر رشد بی‌سابقۀ عضویت و پیشرفت آن در جنبش کارگری ایالات متحده، جنبش دانشجویی و جنبش‌های ملیت‌های تحت ستم تأکید کرد.
در سال ۲۰۱۴، س.س.ر.آ هفتمین کنگرۀ خود را برگزار کرد که آن را "به خودی خود یک پیروزی" نامید. در بیانیه‌ای پس از آن، س.س.ر.آ خاطرنشان کرد که کنگرۀ هفتم «چهار سال پس از حملات اف‌.بی‌.آی و احضاریه‌های هیئت منصفۀ عالی برگزار شد که فعالان از جمله اعضای س.س.ر.آ را به حمایت مادی از تروریسم متهم کرده‌بودند. برای مقاومت در برابر این حملۀ دولت ایالات متحده به یک ستون فقرات نیاز بود. ما با چیزی بیشتر از کمکی کوچک از جانب دوستانمان قادر به دفع بدترین حملات بودیم." در این کنگره، نمایندگان سه گزارش را تأیید کردند که خط س.س.ر.آ را در مورد وضعیت سیاسی داخلی ایالات متحده، وضعیت بین‌المللی و اقتصاد مشخص می‌کرد. همین بیانیه کنگره را به عنوان "یک موفقیت بزرگ، از نظر تعریف شرایط فعلی، ظرفیت رو به رشد ما برای رهبری و تأثیرگذاری بر جنبش‌های مردمی، تعمیق درک ما از مارکسیسم-لنینیسم، و عضوگیری و ساختن س.س.ر.آ" جمع‌بندی می‌کند.
کنگرۀ هشتم، در ماه مه ۲۰۱۸، سه قطعنامه را دربارۀ اوضاع داخلی سیاسی، بین‌المللی و اقتصادی تصویب کرد که "زمینه‌ای را برای شناخت شرایط اساسی، نیروهای در حال حرکت در جامعه و همچنین نقاط قوت و ضعف جنبش‌ها برای تغییر اجتماعی و انقلاب فراهم می‌کند". شانزده ماه پس از ریاست‌جمهوری دونالد ترامپ، س.س.ر.آ این دوره را «بسیار پویا و سیال» ارزیابی کرد که با «حملات بزرگ و مبارزۀ گسترده و کلان‌مقیاس» مشخص شده‌است... به عنوان کمونیست، ما باید کمپین‌هایی را رهبری کنیم که تلاش می‌کنند تا هر چیز به دست آمدنی را به دست بیاورند. بخت از آن هرکسی‌ست که شجاع و جسور باشد."

#### تغییر نام انشعاب تأسیس مجدد چپ به «راه رهایی»
در آوریل ۲۰۱۹، گروه تأسیس مجدد چپ اعلام کرد که نام خود را به "راه رهایی" (به انگلیسی: Liberation Road) تغییر می‌دهد. راه رهایی در بیانیه‌ای که در وب‌سایت خود منتشر کرد، توضیح داد که تغییر نام خود را اقدامی «عمل‌گرایانه – با انگیزۀ نیاز به تمایز خود از گروه انشعابی که با نام قدیمی ما به فعالیت خود ادامه می‌دهند» عنوان کرد که به «س.س.ر.آ»ی امروزی اشاره دارد. این گروه همچنین تعهد ایدئولوژیک خود را به "تأسیس مجدد چپ" تکرار کرد.

## س.س.ر.آ در دهۀ ۲۰۲۰
س.س.ر.آ در اعتراضات برای عدالت نژادی ۲۰۲۰-۲۰۲۲ در ایالات متحده که پس از قتل جورج فلوید به وقوع پیوست نقش فعالی داشت. س.س.ر.آ همچین محکومیت درک شووین را جشن گرفت.

## نشریات س.س.ر.آ
س.س.ر.آ «فایت‌بک نیوز» (Fight Back! News) را به صورت چاپی و آنلاین منتشر می‌کند که شامل بخش اسپانیایی‌زبان با نام «لوچا ای رسیسته» (Lucha y Resiste) است.
س.س.ر.آ همچنین جزوه‌ها و اسناد نظری مختلفی را منتشر کرده‌است که به تشریح رویکرد سازمان‌دهی و خط سیاسی خود می‌پردازد که در وب‌سایت آن موجود است. به عنوان مثال، در سال ۲۰۰۹ جزوۀ «جنبش حقوق مهاجران و مبارزه برای برابری کامل» را منتشر کرد، که تحلیلی طبقاتی از جنبش حقوق مهاجران را در رابطه با جنبش ملی چیکانو در آزتلان نشان می‌دهد.
س.س.ر.آ در سال ۲۰۱۹ «مبارزۀ طبقاتی در صحن کارخانه: استراتژی برای نسل جدید سوسیالیست ها در ایالات متحده» را منتشر کرد که اصول اصلی سازماندهی کارگری مانند اتحادیۀ مبارزۀ طبقاتی و اقلیت مبارز را ترسیم می‌کند. این جزوه از ایده‌های ویلیام زد. فاستر و دیگر رهبران کارگری اولیه حزب کمونیست ایالات متحدۀ آمریکا نشأت می‌گیرد و استدلال می‌کند که جنبش رو به رشد سوسیالیست‌ها باید ریشه در طبقۀ کارگر، به‌ویژه در اعضای عادی جنبش اتحادیه‌ها داشته باشد.
در سال ۲۰۲۱، س.س.ر.آ اولین کتاب خود را با عنوان «دیدگاه‌های مارکسیستی-لنینیستی در مورد آزادی سیاهان و سوسیالیسم» اثر فرانک چپمن منتشر کرد. این کتاب به رابطۀ تاریخی بین مبارزه برای آزادی سیاهان و مبارزه برای سوسیالیسم در ایالات متحده می‌پردازد.